# David Dekker
David Dekker (* 2. února 1998) je nizozemský profesionální silniční cyklista jezdící za UCI WorldTeam Arkéa–B&B Hotels. Je synem bývalého profesionálního cyklisty Erika Dekkera.

## Hlavní úspěchy
2016
Tour des Portes du Pays d'Othe
 celkový vítěz
Národní šampionát
3. místo silniční závod juniorů
6. místo Menen–Kemmel–Menen
2018
Olympia's Tour
 vítěz vrchařské soutěže
2019
Národní šampionát
 vítěz silničního závodu do 23 let
Carpathian Couriers Race
vítěz 1. etapy
10. místo Arno Wallaard Memorial
2020
vítěz Ster van Zwolle
vítěz Dorpenomloop Rucphen
3. místo Le Samyn
2021
UAE Tour
 vítěz bodovací soutěže

### Výsledky na Grand Tours
| Grand Tour      | 2021 | 2022 | 2023 | 2024 |
| --------------- | ---- | ---- | ---- | ---- |
| Giro d'Italia   | DNF  | —    | DNF  | DNF  |
| Tour de France  | —    | —    | —    |      |
| Vuelta a España | —    | —    | —    |      |

| —   | Nezúčastnil se |
| DNF | Nedokončil     |